# Étienne Ier de Sancerre
Pour l’article homonyme, voir Étienne de Sancerre (homonymie).
Étienne Ier de Blois-Champagne (1133-1190 ou 1191, † à Saint-Jean-d'Acre), seigneur puis premier comte de Sancerre, seigneur de La Ferté-Loupière, troisième fils de Thibaut IV de Blois, Comte de Blois, et de Mathilde de Carinthie.
Ce singulier personnage a eu une vie agitée et romanesque. Né au sein de la plus puissante famille féodale de la France du XIIe siècle, les Blois-Champagne, Étienne a guerroyé pendant près d'un demi-siècle contre ses parents et ses voisins, avant de mourir en Croisade.
Son existence correspond à l’apogée et au début du déclin de la puissance des grands seigneurs sur le roi de France. Fondateur du comté et de la Maison de Sancerre, branche cadette de celle de Champagne, il en est resté le plus illustre avec le Connétable Louis de Sancerre.

## Détails de sa vie
En 1151 ou le 9 janvier 1152, à la mort de son père, il hérita de la seigneurie de Sancerre, alors érigée en comté. Ses frères aînés, Henri et Thibaut, reçoivent la Champagne, Blois pour le premier et Chartres, pour le second. Son héritage est moindre comparé à ses deux premiers frères. Guillaume, son frère cadet, ne reçut rien et entra dans l'Église, où il deviendra archevêque de Reims.
En 1153, Étienne enlève Hermansède ou Adélais de Donzy († entre 1160 et 1169), avec la complicité de son père Geoffroy III de Donzy, au matin de son mariage avec Anseau, seigneur de Traînel, l'un des favoris du comte de Champagne. Il la ramène devant l'église, l'épouse publiquement et s’enfuit avec elle vers Sancerre, puis Saint-Aignan. Ancel de Trainel et Hervé III de Donzy, frère d’Adèlais, demandent justice au comte Henri de Champagne, frère d'Étienne Ier, qui en appele au roi de France, car le comté de Sancerre étant un arrière-fief de la couronne, il ne pouvait être attaqué sans l'accord du roi. Ces derniers accompagnés du comte Henri Ier de Champagne, du comte Thibault de Blois et du roi Louis-le-Jeune, se dirigent vers le château-fort de Saint-Aignan et l'assiègent. Une population innocente paya de son sang les méfaits de son seigneur. Il n’y a pas de combat, mais un accord à l'amiable est trouvé. L'union devant l'Église ayant déjà été célébrée et le mariage entre les nouveaux époux consommé, Adélais reste avec Étienne. Hervé récupère la seigneurie de Gien, faisant partie de la dot de sa sœur.
En 1155, il accorde les Coutumes, octroyées par Louis le Gros aux habitants de Lorris-en-Gâtinais, aux marchands de Sancerre (et probablement à sept autres villes).
Le 7 mars 1157, Guillaume III, comte de Nevers, alors en guerre contre Étienne, pille la ville de Sancerre. Le 13 novembre 1160, par le mariage de sa sœur Adèle, il devient le beau-frère du roi Louis VII de France.
Le 13 décembre 1160, Mathilde de Carinthie de Sponheim, sa mère, décède.
En 1161, à la suite de la mort du comte Guillaume III de Nevers, Étienne Ier et le comte Renard IV de Joigny dévastent le comté de Nevers, avant d'être battus le 17 avril 1165 par le comte Guillaume IV de Nevers, dans une violente bataille à La Marche, entre Nevers et La Charité,.
Entre le 1er août 1162 et le 20 février 1163, il apparait dans un jugement rendu à la cour de Louis VII, aux côtés de Guillaume de Mello, Hervé de Gien, Dreux de Mello, Guillaume de Garlande et Guy de Garlande.
En 1165 ou après, Étienne confirme une charte de son frère, Henri, comte de Champagne, en faveur de la monnaie de Meaux.

### Étienne le Bâtisseur
Sur la colline de Sancerre, Étienne Ier fait construire une citadelle de pierre, armée de 6 tours. Il fait remplacer et renforcer les fortifications en bois de la ville.
Entre 1180 et 1190, il fait bâtir la Tour maîtresse du Château de Châtillon-Coligny. Étienne de Sancerre fonde la celle grandmontaine de Charnes (attesté en 1167) sur le territoire de l'actuelle commune de Bannay et y adjoint donne une terre sur la commune de Ménétréol-sous-Sancerre actuellement cultivée en Sancerre. Elle est ensuite unie par une bulle pontificale de 1317 à Vieupou (Poilly-sur-Tholon) qui devient un prieuré,,.

### Étienne le Croisé
Comme de nombreux membres de sa famille, il prit part aux Croisades. En 1169, une délégation diplomatique, menée par Frédéric de La Roche, archevêque de Tyr, cherchant des alliances et des soutiens financiers en Europe, lui offre les mains de la fille du roi de Jérusalem, Amaury Ier, Sibylle. Il accepte et se dirige vers la Terre Sainte, à la fin de l'an 1170, accompagné d’Hugues III de Bourgogne et d'un trésor, cadeau du roi Louis VII.
Étienne débarque en Palestine à l'été 1171. Il est pressenti pour devenir, un jour, roi de Jérusalem, par les droits de sa future épouse, étant l'héritier légitime d'Amaury Ier, Baudouin IV, fils de ce dernier, ayant contracté la lèpre. La Haute Cour de Jérusalem, conseil féodal, l'invita à régler le partage des domaines d'Henri, sans héritier mâle, entre ses trois filles. Étienne Ier divisa l'héritage équitablement, mais ordonna aux plus jeunes de rendre hommage à leur aînée.
Étienne Ier trouve que la situation du royaume chrétien de Jérusalem est compromise, et aussi que la princesse n’est pas de son goût ; il invoque cent prétextes pour retarder le mariage. Ce dernier n'eut donc jamais lieu. Menacé par Amauri et les barons de Terre Sainte, il s’enfuit de Jérusalem et quitte la région pour Constantinople. Il est pris sur la route et rançonné par un parti de Mleh, prince des Montagnes (arméniennes), qui l'arrêta près de Mamistra, en Cilicie, ville peu éloignée d'Iconium, avant de regagner la France.
À son retour, en 1176, il épouse Béatrix. Redevenu veuf en 1179, le comte Étienne Ier et les cottereaux (pillards) flamands envahissent la région de Lorris en 1180 dans le but de détruire l'influence de Philippe d'Alsace, comte de Flandre, sur son neveu, le roi de France, et de rétablir l'autorité de la reine-mère, sa sœur, Alix de Champagne.

### Étienne le Révolté
Le 14 mai 1181, il est au château de Provins. Il s'allie avec les comtes de Flandre, de Hainaut,
l’archevêque de Reims, les comtes de Champagne, de Blois et de Chartres, de Nevers et le duc de Bourgogne contre Philippe Auguste. Les coalisés devaient attaquer le domaine royal par le Nord et par le Sud, du côté du Vermandois et du Beauvaisis, en même temps que par le Berry et l’Orléanais.
Dans l’été de 1181, Étienne de Sancerre s’était emparé de Saint-Brisson sur Loire et menaçait Orléans. Grâce au roi d’Angleterre et à ses fils, Philippe Auguste reprit Saint-Brisson, d’où il expulsa son oncle, emporta Châtillon-sur-Loire, une des forteresses du comte de Sancerre et le réduisit lui-même à implorer la paix.
Entre 1181 et 1185, le comte Étienne prêta ses armes à celui qu'il venait de battre, le comte de Flandre, et fit partie de la Ligue des barons et seigneurs révoltés contre le roi de France, Philippe Auguste (Ligue de Philippe, comte de Flandre, du duc de Bourgogne, Guillaume, archevêque de Reims, et de Thibaut, comte de Blois.). Il mène une bande de mercenaires-brigands (Cottereaux et Paillers), appelée les Brabançons et ravage la vicomté de Bourges, ainsi que l'Orléanais.
Le roi, aidé des confrères de la Paix de Notre-Dame, organisation militaire formée en 1182, au Puy, sous le patronage de la Vierge, réussit à le mettre hors d'état de nuire en 1184. Philippe-Auguste prit à sa solde une armée de Brabançons, auxquels il livra le Sancerrois, où ils firent un butin immense ; mais le comte se tira d'affaire, encore une fois, en employant la médiation du roi d'Angleterre,. Philippe Auguste lors de la reconquête du Sancerrois rase le village de Sury-ès-Bois, qui se retrouve propriété des Brabançons du roi.
Lors de l'expédition du roi, en Berry, destinée à punir Ebbes VI de Charenton qui s'était mis, sur ces vieux jours, à opprimer les clercs et à s'emparer des biens de l'Église, Étienne Ier aurait combattu à côté de ce dernier.
Etienne fut l’ennemi le plus acharné de Philippe Auguste, pendant les cinq années que dura la coalition (1181-1185).
Il épouse en troisièmes noces Aénor en 1187.

« Un parlement eut lieu entre les rois de France et d'Angleterre sous Vormel de Gisors, le 21 janvier 1188, et la ligue chrétienne fut sur-le-champ proclamée. Notre comte Thibaut V de Blois, ses frères de Champagne et de Sancerre, ses neveux Milon de Mouçon, comte de Bar, et Renaud de Bar, évêque de Chartres, prirent la croix. »

En 1190, avant son deuxième départ pour l'Orient lors de la troisième croisade, avec ses frères et Philippe Auguste, le comte Étienne Ier affranchit les serfs de son domaine. Son neveu Louis I de Blois en fera de même en 1196. Étienne octroie aux habitants de Barlieu une charte sur le modèle de "la charte de Lorris".
Étienne Ier s'embarque, pour la deuxième fois, en compagnie de son frère et de son neveu, les comtes Thibaut V et Henri II de Champagne. Ils parviennent devant Acre le 27 juillet 1190 et débarquent chez les Francs avec 10 000 hommes, ainsi que Jean de Pontigny, Raoul de Clermont, Bernard de Saint-Valéry, Érard de Chacenay, Robert de Boves, Alain de Fontenay, Gautier d'Arzillières, Guy de Châteaudun, Jean d'Arcis, etc.. Étienne Ier serait mort de maladie ou décédé au combat aux côtés de son frère Thibault, au cours du siège de Saint-Jean-d'Acre, en octobre 1190, ou en janvier 1191, ou encore le 7 septembre 1191. Son fils, Guillaume, lui succède.

### Descendance
Étienne et Béatrix, sa seconde épouse, eurent deux fils :
- Guillaume Ier de Sancerre (1176 - † 1217), comte de Sancerre ;
- Jean de Sancerre (1178 - décédé vers 1200) ;
- Béatrix de Sancerre : plutôt qu'une fille de Guillaume Ier de Sancere, après un examen généalogique et chronologique plus poussé, elle serait plus raisonnablement la fille d'Étienne Ier de Sancerre et de sa femme Béatrix (même prénom ; mariée au comte Etienne vers 1170-1175, donc née au plus tard vers 1160, et morte semble-t-il vers 1179). Auquel cas Béatrice de Sancerre serait née entre 1170 et 1180, ce qui lui donnerait un âge en concordance avec son mari et compatible avec ses maternités, sans toutefois qu'aucun document l'atteste. Dans ce cas, Guillaume Ier, comte de Sancerre, ne serait pas son père mais son frère, la confusion pouvant être issue d'une erreur de traduction.

Étienne et Aénor, sa troisième femme, eurent :
- Étienne de Sancerre (1180 ou 1190 - † 1252), Grand bouteiller de France à partir de 1248.

### Anecdotes
- À la mort du roi d'Angleterre, le 25 octobre 1154, Étienne Ier de Sancerre est le 5e dans l'ordre de succession au trône, derrière ses cousins Guillaume de Boulogne, Marie de Blois et ses deux frères aînés. Cependant, le roi Étienne d'Angleterre fera d'Henri Plantagenêt son successeur, bien que ce dernier ne soit qu'au 30e rang des prétendants légitimes.
- C'est sur un sceau d’Étienne Ier qu'apparaît en 1158 et pour la première fois en France, la bannière triangulaire. Les premières monnaies du comté de Sancerre auraient été produites sous Étienne Ier qui fut le seul comte de Sancerre à signer ses monnaies[25].
- En 1164, Étienne de Sancerre autorise les religieux du prieuré à établir des fortifications autour de la ville de La Charité-sur-Loire, quand et comment ils le voudront. En 1176, Étienne donne aux religieux ses moulins établis à La Charité, sur le pont de Loire, en se réservant d’y faire moudre les boulangers de Sancerre. Le 2 février 1177, les comtes de Sancerre et de Joigny, appelés comme arbitres, décident que les moines des Escharlis donneront, au lieu de la dîme, une rente de trois muids de vin aux moines de Joigny, dépendant de La Charité.

- Donation aux religieux de l'Abbaye Notre-Dame de Bouras par Étienne, comte de Sancerre, de sa maison de Mansaglant, avec les vignes qui en dépendent, ses vignes des Esleux jusqu'à la forêt d'Arbourse, celle du grand Bruère, et plusieurs immeubles sur les territoires de Chasnay et de Nannay (1132)[26].

| Étienne Ier de Sancerre 1133 - † 1191 |                               |                               |                                      |                       |
| Prédécesseur Thibaut IV de Blois      | Comte de Sancerre v.1152-1191 | Comte de Sancerre v.1152-1191 | Successeur Guillaume Ier de Sancerre |                       |
| Prédécesseur Thibaut IV de Blois      | Père                          | Thibaut IV de Blois           | Thibaut IV de Blois                  | Thibaut IV de Blois   |
| Prédécesseur Thibaut IV de Blois      | Mère                          | Mathilde de Carinthie         | Mathilde de Carinthie                | Mathilde de Carinthie |
| Épouse 1                              | Adélais de Donzy              | Adélais de Donzy              | Adélais de Donzy                     |                       |
| Épouse 2                              | Béatrix                       | Béatrix                       | Béatrix                              |                       |
| Épouse 3                              | Aénor                         | Aénor                         | Aénor                                |                       |